# Anolis smaragdinus
Espèce
Synonymes
- Anolis carolinensis lerneri Oliver, 1948

Anolis smaragdinus est une espèce de sauriens de la famille des Dactyloidae.

## Répartition
Cette espèce est endémique des Bahamas.

## Liste des sous-espèces
Selon The Reptile Database (12 avril 2013) :
- Anolis smaragdinus lerneri Oliver, 1948
- Anolis smaragdinus smaragdinus Barbour & Shreve, 1935

## Publications originales
- Barbour & Shreve, 1935 : Concerning some Bahamian reptiles, with notes on the fauna. Proceedings of the Boston Society of Natural History, vol. 40, p. 347-365 (texte intégral).
- Oliver, 1948 : The anoline lizards of Bimini, Bahamas. American Museum Novitates, n. 1383, p. 1-36 (texte intégral).